# 肉体と悪魔

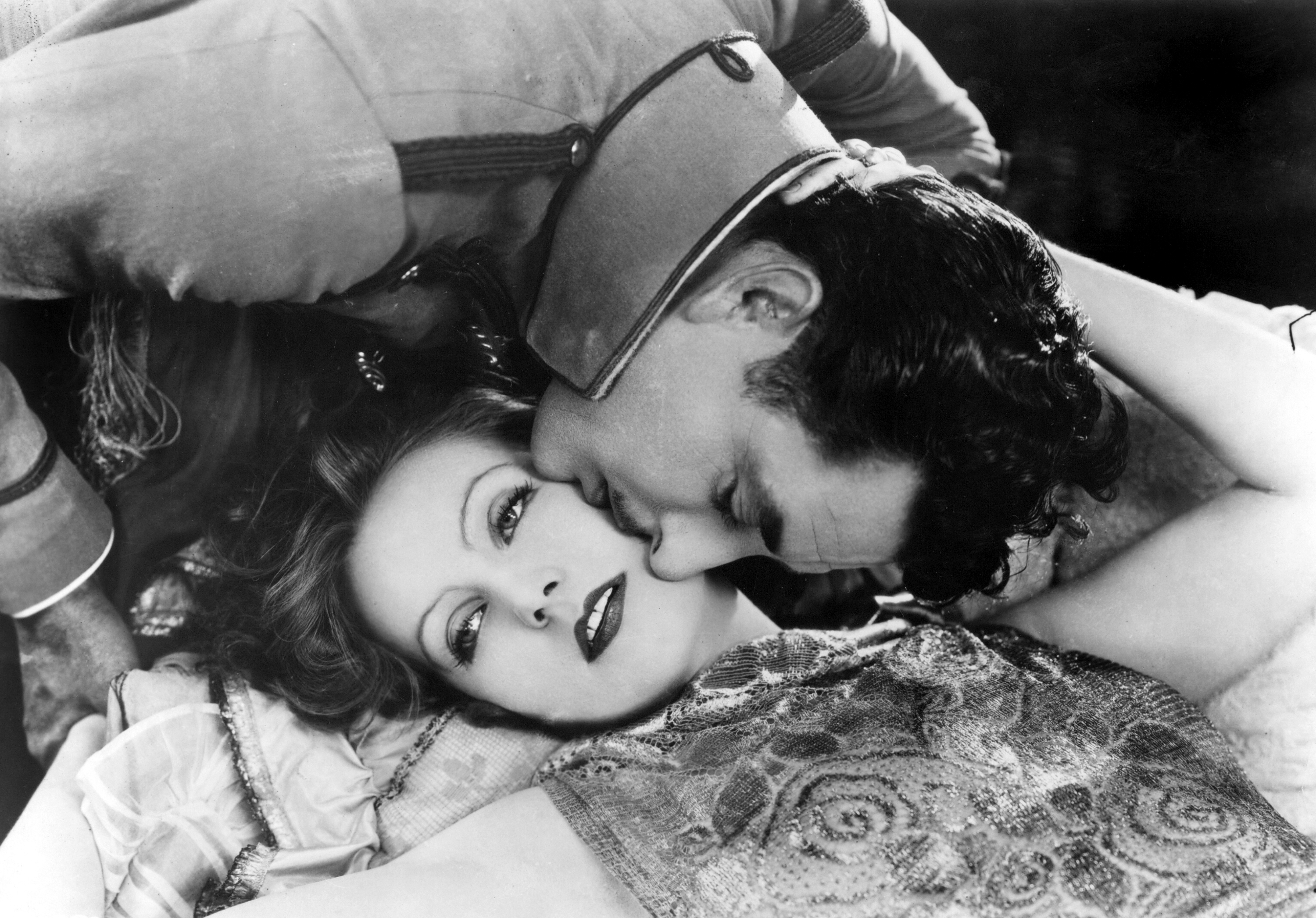
スチル写真（ジョン・ギルバートとグレタ・ガルボ）

『肉体と悪魔』（にくたいとあくま、Flesh and the Devil）は、1926年公開のアメリカ映画。ドイツの作家ヘルマン・ズーダーマンの小説『消えぬ過去』の映画化である。グレタ・ガルボとラルス・ハンソンは共にスウェーデンからアメリカへ進出し『イエスタ・ベルリングの伝説』（1924）以来の共演となった。

## ストーリー
士官学校に通うレオとウルリッヒは、幼い頃からの親しい友人同士。レオは帰省先で伯爵夫人フェリシタスと出会い、恋に落ちる。伯爵とレオは彼女をかけて決闘する。伯爵は死に、レオはアメリカへと逃れた。それから4年後、アメリカから帰ったレオはウルリッヒとフェリシタスが結婚していた事を知る。

## キャスト
- レオ：ジョン・ギルバート
- フェリシタス：グレタ・ガルボ
- ウルリッヒ：ラルス・ハンソン
- ヘルタ：バーバラ・ケント